# 張振傑
張振傑（英語：Cheung Chun-kit，1988年－），前香港東區區議會興東選區議員，是土木工程師。

## 簡歷
- 興東東熹環境關注組 HTTH Env. Concern Group 召集人 - 此關注組為義務組織，多年來積極跟進西灣河興東區內的環境及民生問題。後來以此關注組為政治聯繫，參選了2019年興東(選區）區議會議員，並成功當選。[1][2][3]

- 2016年香港選舉委員會界別分組選舉，以進步工程身份當選選舉委員會工程界界別[4]。

- 2019年區議會選舉中，張振傑以5,389票當選興東選區區議員[5]。

## 外部連結
- 興東東熹環境關注組的Facebook專頁 （页面存档备份，存于）